# Campanha parta de Marco Antônio
Campanha parta de Marco Antônio ou Guerra romano-parta de 40-33 a.C. foi um grande conflito entre a República Romana, representada no oriente pelo triúnviro Marco Antônio, e o Império Parta. Embora a campanha tenha terminado numa desastrosa derrota para Antônio, a guerra transformou-se num empate estratégico depois da negociação de Otaviano.

## Campanha de Ventídio Basso
Júlio César, depois de ter assegurado a vitória em sua guerra civil, planejou uma campanha contra o Império Parta em 44 a.C. para se vingar de uma derrota anterior de uma força liderada por Marco Licínio Crasso na Batalha de Carras (53 a.C.). O plano de César era, depois de uma rápida pacificação da Dácia, continuar avançando para o oriente invadindo o território parta. Depois de seu assassinato, o Segundo Triunvirato, composto por Marco Antônio, Marco Lépido e Otaviano (o futuro imperador Augusto) foi formado. Depois da derrota dos assassinos de César na Batalha de Filipos, o comando cesariano sobre a República foi assegurado. Logo depois, porém, os triúnviros se ocuparam da revolta na Sicília liderada por Sexto Pompeu, o que permitiu que os partas atacassem a Síria romana e o reino cliente da Judeia. O sumo-sacerdote e marionete romana, Hircano II, foi derrubado e enviado como prisioneiro a Selêucia depois que o pró-parta Antîgono II Matatias foi instalado em seu lugar. Antígono era o último filho do antigo rei Aristóbulo II, que havia sido deposto pelos romanos, que colocaram em seu lugar o sumo-sacerdote (e não um "rei") em 63 a.C. Depois de capturarem Hircano II, Antígono arrancou-lhe as orelhas para impedir que ele se qualificasse novamente ao posto de sumo-sacerdote.
Na Anatólia, os partas se aliaram com Quinto Labieno, filho do antigo general e depois adversário de César Tito Labieno, e invadiram profundamente o império no ocidente, derrotando um exército liderado por Decídio Saxa. Esta força acabou derrotada por um exército veterano liderado por Públio Ventídio Basso, que os expulsou do território imperial depois de duas vitórias, a Batalha das Portas da Cilícia e a Batalha do Passo Amano. Em 38 a.C., o próprio Basso derrotou (e matou) em seguida Pácoro I da Pártia, filho do rei Orodes, na Batalha do Monte Gíndaro, encerrando definitivamente a ameaça parta às províncias orientais.
Depois da vitória, Basso cercou Samósata, a principal fortaleza no Eufrates do Reino de Comagena, que havia apoiado os partas. Conforme o cerco foi se prolongando, rumores de uma possível negociação estava em curso. Neste ponto, Marco Antônio finalmente resolveu assumir o comando do exército romano. Basso, depois de ceder o comando oficialmente, foi enviado imediatamente para Roma; Plutarco afirma que Antônio, com ciúme do prestígio de seu subordinado, preferiu removê-lo do teatro de operações. Os autores modernos duvidam desta interpretação tradicional das fontes antigas e afirmam que, na verdade, Ventídio Basso retornou rapidamente a Roma principalmente por que queria celebrar logo um triunfo por suas vitórias. 
Marco Antônio preferiu não prolongar mais o cerco de Samósata, que terminou em setembro de 38 a.C. depois que o rei de Comagena aceitou pagar um tributo de 300 talentos de prata.

## Campanha atropatena
Com a ajuda de Marco Antônio, triúnviro e amante da rainha ptolemaica do Egito, Cleópatra VII, o genro de Hircano, Herodes, o Grande, retornou para Judeia e retomou Jerusalém em 37 a.C. Antônio em seguida atacou o próprio Império Parta, marchando contra Atropatene (a moderna região do Azerbaijão iraniano) com cerca de 100 000 legionários, apoiados por reis clientes romanos na Armênia, Galácia, Capadócia e o Ponto. A campanha em si foi um desastre, principalmente depois da derrota em Fraaspa, a capital de Atropatene, na qual milhares de romanos e auxiliares foram mortos durante a retirada por causa do inclemente inverno. Antônio perdeu mais de um quarto de sua força nesta campanha.

## Campanha armênia
Mais uma vez com dinheiro egípcio, Antônio invadiu a Armênia, desta vez com sucesso. Para celebrar, um falso triunfo romano foi realizado nas ruas de Alexandria. A parada através da cidade foi um pastiche das mais importantes celebrações militares romanas. Em seu grandioso final, a cidade toda foi convocada para ouvir uma declaração política. Em 34 a.C., Antônio, apoiado por Cleópatra e o seu herdeiro, rompeu com Otaviano, o herdeiro de César.
Antônio anexou a Armênia temendo uma retaliação parta, mas a guerra só terminou formalmente em 20 a.C, uma paz firmada por Augusto que assegurou o retorno das recém-capturadas águias legionárias de Crasso e dos exércitos de Saxa, a principal justificativa Antônio para a invasão.

## De volta a guerra civil
Marco Antônio deixou a Armênia ocupada em 34 a.C. e retornou a Alexandria levando consigo o rico butim amealhado em sua rápida campanha e também o rei Artavasdes com sua família. Em paralelo, continuou negociando com Artavasdes I da Média para consolidar sua colaboração numa futura campanha contra os partas através de um acordo matrimonial. Antônio prometeu em casamento o seu filho com Cleópatra, Alexandre Hélio, para a filha de Artavasdes, Jotapa. De volta em Alexandria, Marco Antônio se ligou definitivamente e irremediavelmente a Cleópatra: ele celebrou seu triunfo sobre os armênios em Alexandria com uma espetacular coreografia oriental. Contudo, muito mais grave, no outono de 34 a.C., numa luxuosa cerimônia, Marco Antônio oficializou as famosas "Doações de Alexandria", através das quais, além de proclamar Cleópatra "rainha dos reis" e Cesarião "filho e herdeiro legítimo de Júlio César", agraciou o Egito com os territórios de Chipre e da Celessíria; além disto, ele reorganizou, em tese, a administração dos territórios orientais de Roma doando-os de forma programada para os três filhos pequenos que ele tinha com Cleópatra.
Estes eventos escandalosos deram a Otaviano todos os motivos que ele precisava para reforçar sua posição em Roma e para organizar uma coalização para combater Antônio evocando o perigo do domínio oriental sobre o "Império de Roma", insinuando que Marco Antônio estava completamente dominado por Cleópatra, o "fatale monstrum". Marco Antônio aparentemente não compreendeu de imediato a crescente desaprovação em Roma em relação às suas políticas, especialmente a opinião pública em relação às suas políticas no oriente e ao seu comportamento extravagante; sua missão era levar adiante seus planos de invasão do Império Parta, para a qual ele planejava reunir não menos do que trinta legiões romanas. Na primavera de 33 a.C., ele deu ordens para reunir as primeiras dezesseis e deixou Alexandria para se juntar às tropas na Armênia.
Porém, rapidamente chegaram as notícias vindas de Roma sobre a crescente hostilidade de Otaviano, o que mudou completamente o cenário e obrigou Marco Antônio a mudar seus planos; em março de 33 a.C., Antônio soube das manobras de Otaviano e que suas provisões sobre as províncias do oriente não haviam sido aprovadas. Sua resposta foi enviar cartas ameaçadoras e sarcásticas a Otaviano, o que não resultou em nada. Finalmente, no verão de 33 a.C., Marco Antônio finalmente decidiu enfrentar seu rival e abandonou, temporariamente segundo seus planos, a nova campanha parta. A situação em Roma já havia se deteriorado demais e um confronto decisivo contra Otaviano parecia inevitável. Para consolidar a situação e proteger as fronteiras da República no oriente, Marco Antônio seguiu para a Armênia e dali para Média Atropatena, onde se encontrou com o rei Artavasdes, com o qual firmou um acordo de colaboração defensiva contra uma possível ameaça parta. Dali, Antônio seguiu para Éfeso e enviou ordens para que Públio Canídio começasse a enviar suas legiões para lá para uma possível nova guerra civil.
Os planos para uma segunda campanha parta foram completamente abandonados; Marco Antônio chegou em Éfeso e se reuniu com as legiões da Canídio; nas semanas seguintes, chegaram Cleópatra com seu séquito, os reis e dignitários dos reinos clientes no oriente aliados do triúnviro e, sobretudo, os dois cônsules designados para 32 a.C., Caio Sósio e Cneu Domício Enobarbo, com cerca de 300 senadores que haviam abandonado Roma para se juntar a Marco Antônio. Porém, rapidamente a discórdia tomou conta da heterogênea coalização antoniana, o que resultou na devastadora vitória otaviana na Batalha de Ácio, em 31 a.C..